# Іллеркірхберг
Іллеркірхберг (нім. Illerkirchberg) — громада в Німеччині, знаходиться в землі Баден-Вюртемберг. Підпорядковується адміністративному округу Тюбінген. Входить до складу району Альб-Дунай.
Площа — 11,45 км2. Населення становить 4845 ос. (станом на 31 грудня 2020).